# Lew Atamanow
Lew Konstantinowicz Atamanow (ros. Лев Константинович Атама́нов; ur. 8 lutego?/21 lutego 1905 w Moskwie, zm. 12 lutego 1981 tamże) – radziecki reżyser filmów animowanych. Ludowy Artysta RFSRR (1978). 

## Życiorys
Lew Atamanow urodził się w 21 lutego 1905 roku w Moskwie w rodzinie ormiańskiej.
W 1926 roku ukończył warsztat Lwa Kuleszowa z dyplomem reżysera. Od 1928 roku (po służbie w Armii Czerwonej) pracował w studiu filmowym Goswojenkino jako asystent reżysera Jurija Mierkułowa, a następnie pracował w studiu  Mieżrabpomfilm. Współpracował jako reżyser m.in. z Władimirem Sutiejewem i Dmitrijem Babiczenko. Od 1935 roku reżyserował filmy animowane samodzielnie. W latach 1936–1948 pracował w Armenii, od 1948 roku w studiu Sojuzmultfilm. Uczestnik II wojny światowej. Od 1950 roku współpracował m.in. ze scenografami animacji Aleksandrem Winokurowem oraz Leonidem Szwarcmanem.
Lew Atamanow był jednym z założycieli radzieckiej animacji. Tworzył filmy dla dzieci na podstawie rosyjskich, armeńskich, chińskich, indyjskich oraz duńskich bajek. Okres najbardziej produktywnej pracy reżysera nastąpił w latach 50. XX wieku. W tym czasie reżyser stworzył bajki filmowe, do najbardziej popularnych można zaliczyć Żółtego bociana, Szkarłatny kwiat oraz Złotą antylopę. Najbardziej znanym pełnometrażowym filmem animowanym Lwa Atamanowa jest Królowa śniegu. W 1959 roku na Międzynarodowym Festiwalu Filmowym w Londynie film ten uznano najlepszym filmem roku.
Zmarł 12 lutego 1981 roku w Moskwie. Został pochowany na Cmentarzu Ormiańskim w Moskwie.

## Filmografia
- 1933: Сказка про белого бычка
- 1934: Клякса в Арктике
- 1935: Клякса-парикмахер
- 1938: Пёс и кот
- 1941: Поп и коза
- 1948: Волшебный ковёр
- 1950: Żółty bocian (Жёлтый аист)
- 1952: Szkarłatny kwiat (Аленький цветочек)
- 1954: Złota antylopa (Золотая антилопа)
- 1955: Pies i kot (Пёс и кот)
- 1957: Królowa Śniegu (Снежная королева)
- 1959: Похитители красок
- 1961: Ключ
- 1962: Сказки про чужие краски
- 1963: Żarty (Шутки)
- 1965: Pastereczka i kominiarczyk (Пастушка и трубочист)
- 1966: Букет
- 1967: Скамейка
- 1967: Забор
- 1968: Велосипедист
- 1969: Balerina na łodzi (Балерина на корабле)
- 1970: Możemy to zrobić (Это в наших силах)
- 1971: Pietruszka (Петрушка)
- 1972: Выше голову!
- 1973: Новеллы о космосе
- 1974: Пони бегает по кругу
- 1975: Я вспоминаю…
- 1976–1980: O kotku, który miał na imię Hau (serie 1–4) (Котёнок по имени Гав (выпуск 1—4))

## Odznaczenia
- Zasłużony Działacz Sztuk RFSRR (1964)
- Ludowy Artysta RFSRR (1978)

Źródło: